# Sportfreunde 05 Saarbrücken
Maillots
Le Sportfreunde 05 Saarbrücken est un club allemand de football localisé à Burbach (une commune de l'entité de Sarrebruck, capitale du Land de la Sarre).

## Le club
En 1876 fut créé le TV 1876 Burbach, un cercle gymnique. Celui-ci fonda une section football en janvier 1905. Le 26 janvier 1924, la section football devint indépendante sous la dénomination de Sportfreunde 05. La 29 mars de la même année, fut constitué le Ballspielclub Burbach. Les deux clubs fusionnèrent en 1938. À cette époque, les fusions se multiplièrent entre clubs d'une même ville, sur ordre des autorités nazies. Le club fusionné porta le nom de Sportgemeinschaft (SG) Saarbrücken. Cette fusion fut dissoute à la fin de la Seconde Guerre mondiale. 
Après le conflit, en 1946, le club fut reconstitué sous la dénomination TuS Burbach qui adopta le nom de  Sportfreunde Burbach en 1946 puis son appellation actuelle Sportfreunde 05 Saarbrücken en 1947.

## Histoire
La première rencontre du club se joua en 1905 et fut une victoire (5-0) face au TV Malstatt (futur 1FC Saarbrück). En 1909, le club s'affilia à la Verbandes Süddeutscher Fussballvereine (fédération régionale membre de la DFB). Lors de sa première saison, le club disputa déjà le titre au Moselland Trier (un précurseur de l'Eintracht Trèves). En 1911, le club fut champion et monta dans la B-Klasse.
Après la Première Guerre mondiale, le club joua en Bezirksliga (à l'époque la plus haute division régionale) mais en descendit en 1923. Quatre ans plus tard, le club fut à nouveau promu et resta parmi l'élite régional jusqu'en 1933.
Sur ordre du régime nazi qui venait d'arriver au pouvoir, les compétitions de football furent restructurées en seize ligues régionales appelées Gauliga. Le Sportfreuden 05 fut un des fondateurs de la Gauliga Sud-Ouest / Main-Hesse. Le club en fut relégué en 1935, mais remonta directement. Il redescnedit en 1937. 
Après la dissolution de tous les clubs sportifs en 1945, le club fut refondé sous l'appellation TuS Burbach. Deux ans plus tard, il reprit son nom initiale de Sportfreunde 05 Saarbrücken. 
Jouant dans la Ligue de Sarre, de 1949 à 1951, le club ne réintégra la DFB que lorsque sa région, la Sarre ne réintégra l'Allemagne fédérale.
Sportfreunde fut champion et pouvait monter en Oberliga Sud-Ouest (équivalent D1 reconstitué par la DFB en 1947). Mais ce fut le SV Saar 05 Saarbrücken qui fut promu à sa place. En 1954, Sportfreunde décrocha sa promotion mais se tailla alors une réputation de club ascenseur: montant une année, descendant la suivante. 
En 1963, Sportfreunde 05 ne se qualifia pas pour jouer dans la Bundesliga créée à partir de la saison suivante, mais fut finalement placé en Regionalliga Südwest (équivalent D2). La composition de la 1re Bundesliga fit l'objet de nombreuses tractations entre les clubs, les fédérations régionales et la DFB. En 1965, le club fut relégué et joua jusqu'en 1975 en Amateurliga Saarland (équivalent D3). 
En 2010-2011, « l'équipe 1 » du Sportfreunde 05 Saarbrûcken évolue en Ländersliga Südwest (6e niveau). Le club aligne des équipes « B » et « C » dans des championnats inférieurs.